# Anja Maike Hegenauer
Anja Maike Hegenauer (* 9. Dezember 1992 in Ulm) ist eine deutsche Fußballtrainerin und ehemalige -spielerin. In ihrer aktiven Karriere stand sie elf Jahre beim SC Freiburg unter Vertrag.

## Karriere

### Vereine
Hegenauer begann vierjährig bei der TSG Söflingen (Ulm) mit dem Fußballspielen, wechselte 14-jährig zum VfL Munderkingen und zwei Jahre später zum SC Freiburg. Ihr Bundesliga-Debüt gab sie am 4. Oktober 2009 (3. Spieltag) bei der 0:2-Niederlage gegen den 1. FFC Frankfurt; in der 82. Minute wurde sie für Selina Nowak ausgewechselt. Nachdem sie 2010 mit Freiburg in die 2. Bundesliga Süd abgestiegen war, gelang in der Saison 2010/11 der direkte Wiederaufstieg. Am 25. März 2012 (16. Spieltag) gelang ihr beim 3:0-Sieg im Heimspiel gegen den 1. FC Lokomotive Leipzig mit dem Treffer zum Endstand das erste Bundesligator.
Seit der Saison 2022/23 ist Hegenauer, neben Carolin Schiewe, Trainerin der U15-Juniorinnen des Sport-Clubs.

### Nationalmannschaft
Vom 30. Mai bis 11. Juni 2011 nahm sie mit der deutschen Mannschaft an der U-19-Europameisterschaft in Italien teil und drang bis ins Finale vor, das mit 8:1 gegen die Auswahl Norwegens gewonnen wurde. Ihr Debüt in dieser Auswahlmannschaft gab sie bereits am 27. Oktober 2010 in Sollentuna/Schweden beim 1:1-Unentschieden gegen den Gastgeber, als sie in der 71. Minute für Annika Doppler eingewechselt wurde. Ihr erstes Länderspieltor erzielte sie am 11. Mai 2011 in Bremerhaven mit dem Treffer zum 5:0-Endstand über die Auswahl Russlands. Mit der deutschen U-20-Nationalmannschaft nahm sie 2012 an der Weltmeisterschaft in Japan teil und wurde dort nach einer 0:1-Finalniederlage gegen die Auswahl der USA Vizeweltmeisterin.

## Erfolge
- Meister 2. Bundesliga Süd und Aufstieg in die Bundesliga 2011 (mit dem SC Freiburg)
- DFB-Pokal-Finalist 2019 (mit dem SC Freiburg)
- U-19-Europameister 2011
- U-20-Vizeweltmeister 2012